# Emperador (kommun)
Emperador är en kommun i Spanien.   Den ligger i provinsen Província de València och regionen Valencia, i den östra delen av landet, 300 km öster om huvudstaden Madrid. Antalet invånare är 633. Emperador gränsar till Museros.
Terrängen i Emperador är mycket platt.